# Président de la république de Corée
Le président de la république de Corée (hangeul : 대한민국 대통령 ; hanja : 大韓民國大統領 ; RR : Daehanminguk daetongnyeong) est le chef de l'État de la Corée du Sud. Selon la constitution sud-coréenne, il est le principal détenteur du pouvoir exécutif en tant que chef du gouvernement et commandant en chef des forces armées.
La Constitution définit son élection au suffrage uninominal direct, majoritaire et secret à un tour, pour un mandat de cinq ans, non renouvelable. En cas de vacance présidentielle, son successeur doit être élu dans un délai de soixante jours, période pendant laquelle les fonctions de président sont assumées par le Premier ministre ou d'autres hauts membres du gouvernement dans l'ordre de priorité fixé par la loi. Il est notamment exonéré de responsabilité pénale (à l'exception de l'insurrection ou de la trahison).
L'actuel titulaire de la fonction est Lee Jae-myung, depuis le 4 juin 2025.

## Pouvoirs et fonctions du président
Le chapitre 3 de la constitution sud-coréenne définit les fonctions et les pouvoirs du président. Il est ainsi tenu de :
- Respecter la Constitution
- Préserver la sécurité de la patrie de la Corée du Sud
- Travailler pour la réunification de la Corée, agissant en général en tant que président du Conseil consultatif pour l'unification nationale

Le président dispose notamment du pouvoir de :
- Diriger la branche exécutive du gouvernement
- D'agir en tant que commandant en chef de l'armée sud-coréenne
- déclarer la guerre
- de tenir un référendum sur des questions d'importance nationale
- d'émettre des décrets
- d'émettre des médailles récompensant le service de la nation
- remise de peine souvent qualifiées de grâce présidentielle
- déclarer l'état d'urgence, la suspension de toutes les lois ou la promulgation d'un état de loi martiale
- d'opposer son veto législatif (qui peut être levé sous réserve d'une majorité des deux tiers par l'Assemblée nationale)[note 2].

Si l'Assemblée nationale vote contre une décision présidentielle, elle est considérée comme nulle et non avenue.
La Constitution de 1987 a amendé les dispositions de celle de 1980 autorisant le gouvernement à suspendre temporairement les droits et libertés des personnes. Ainsi l'approbation par l'Assemblée nationale de ces suspensions est désormais nécessaire sous peine de nullité. Le point selon lequel ces mesures d'urgence pourrait permettre de suspendre temporairement des parties de la Constitution elle-même reste discuté.
En matière de ratification de traités ou de déclaration de guerre, la Constitution précise simplement que l'Assemblée nationale « a le droit de consentir aux actions présidentielles ». Néanmoins, depuis 1987, le président n'est plus autorisé à dissoudre l'Assemblée nationale.

## Résidence officielle et organes constitutionnels de la présidence
La résidence officielle du président est la Maison-Bleue de 1948 à 2022, et de nouveau à partir de 2025. Une traduction littérale en serait « la Maison aux tuiles bleues », mais on la désigne habituellement dans la presse internationale sous le nom de Maison-Bleue.
En mai 2022, le président Yoon Seok-youl, tout juste investi, décide de déménager la présidence au sein du ministère de la Défense. Son successeur, Lee Jae-myung réemménage la présidence à la Maison-Bleue en 2025.
Le président y dispose d'une équipe personnelle dite « secrétariat présidentiel », dirigée par un chef de cabinet ayant un rang ministériel.
Outre son Conseil d'État, ou gouvernement, le président dirige plusieurs organes constitutionnels,.

## Identité visuelle

Sceaux, emblèmes et drapeaux de la présidence et de son bureau

## Système électoral
Le président de la république de Corée est élu au scrutin uninominal majoritaire à un tour pour un mandat de cinq ans non renouvelable. L'élection se tient entre le soixante-dixième et le quarantième jour avant l'expiration du mandat du président sortant.

## Ordre de succession
L'article 71 de la Constitution précise que dans le cas où le président n'est pas en mesure de remplir les devoirs de son office, l'intérim est exercé par le Premier ministre ou à défaut par l'un des ministres selon un ordre de succession bien défini. En cas d’empêchement définitif, de nouvelles élections doivent être organisées dans les soixante jours suivants.
Conformément à l'article 12, à l'article 2 et de l'article 22, l'article 1 de la Loi sur le conseil, l'ordre de succession est le suivant :
- Le Premier ministre ;
- Le vice-Premier ministre et ministre de la Stratégie et des Finances ;
- Le vice-Premier ministre et ministre de l'Éducation ;
- Le ministre de la Science, des TIC et de la Planification de l'Avenir ;
- Le ministre des Affaires étrangères ;
- Le ministre de l'Unification ;
- Le ministre de la Justice ;
- Le ministre de la Défense nationale ;
- Le ministre de l'Administration du Gouvernement et des Affaires intérieures ;
- Le ministre de la Culture, des Sports et du Tourisme ;
- Le ministre de l'Agriculture, de l'Alimentation et des Affaires rurales ;
- Le ministre du Commerce, de l'Industrie et de l'Énergie ;
- Le ministre de la Santé et du bien-être ;
- Le ministre de l'Environnement ;
- Le ministre de l'Emploi et du Travail ;
- Le ministre de l'Égalité des sexes et de la Famille ;
- Le ministre des Terres, des Transports et des Affaires maritimes ;
- Le ministre des Océans et de la Pêche.

Dans un arrêt rendu le 24 mars 2025, portant sur la destitution de l'ancien premier ministre et président par intérim Han Duck-Soo — dans le contexte de la destitution alors encore en attente du président Yoon Suk-yeol à la suite de sa tentative avortée d'instaurer la loi martiale —, la Cour Constitutionnelle juge conforme la destitution du président par intérim à la majorité absolue. Les présidents par intérims ainsi issus des rangs du gouvernement peuvent être destituer par cette majorité seulement, là où le chef de l'état de plein droit doit l'être par une majorité qualifiée des deux tiers.

## Liste des présidents

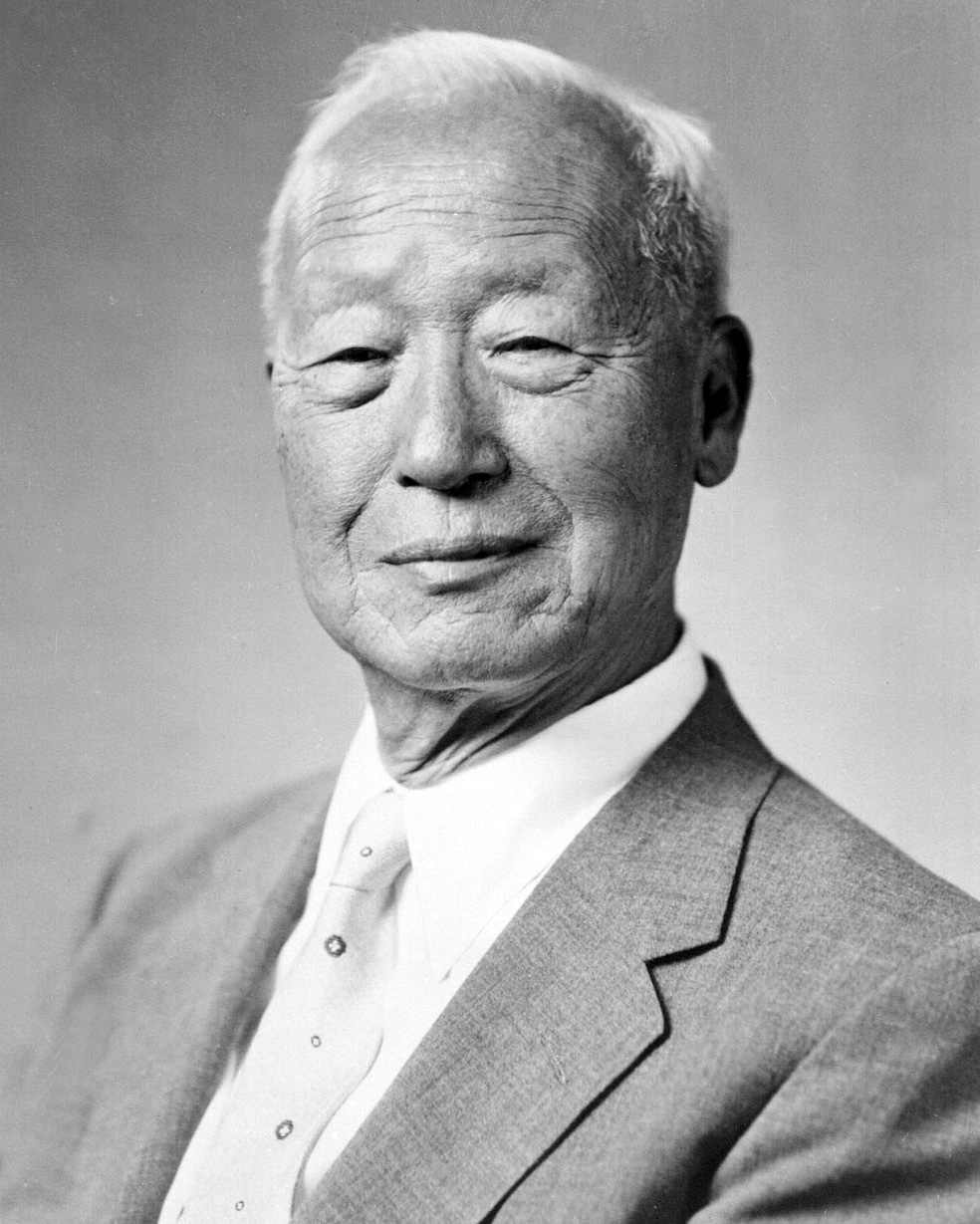
1er — Rhee Syng-man 1re, 2e et 3e mandatures (élu de 1948 à 1960)
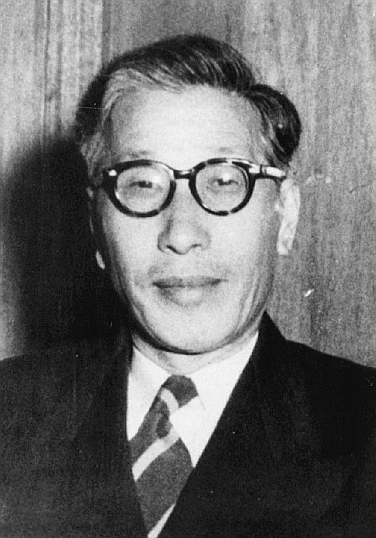
Heo Jeong (par intérim d'avril à juin 1960, puis de juin à août 1960)[note 3]
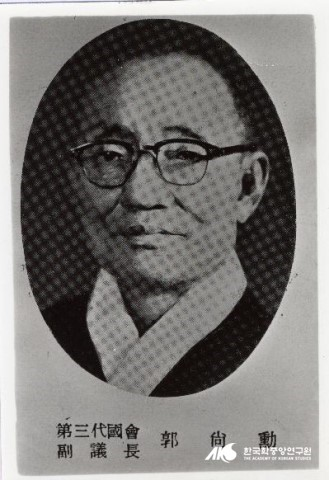
Kwak Sang-hoon (par intérim en juin 1960)
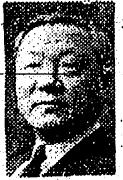
Baek Nak-jun (par intérim en août 1960)
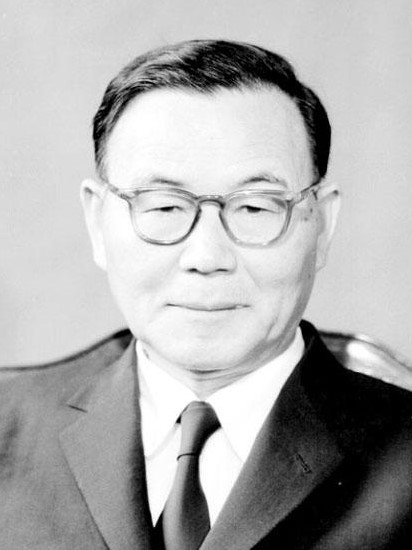
2d — Yun Bo-seon 4e mandature (élu de 1960 à 1962)
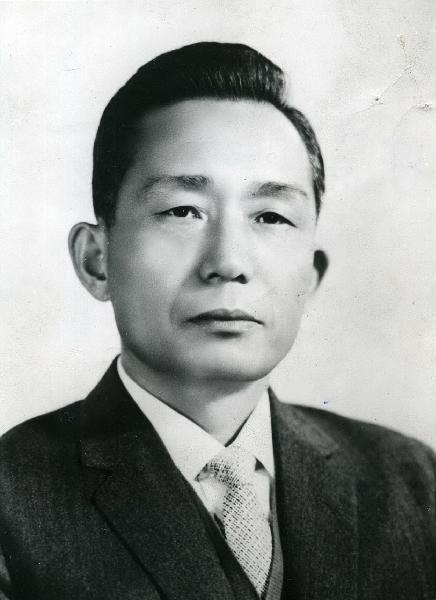
3e — Park Chung-hee 5e, 6e, 7e, 8e et 9e mandatures (par intérim de mars 1962 à décembre 1962 puis en décembre 1963) (élu de 1963 à 1979)
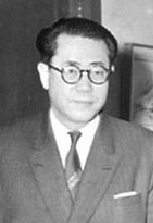
4e — Choi Kyu-hah 10e mandature (par intérim d'octobre à décembre 1979) (élu de 1979 à 1980)
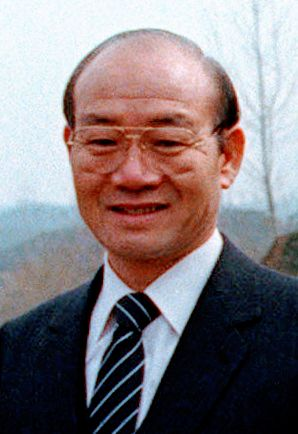
5e — Chun Doo-hwan 11e et 12e mandatures (élu de 1980 à 1988)
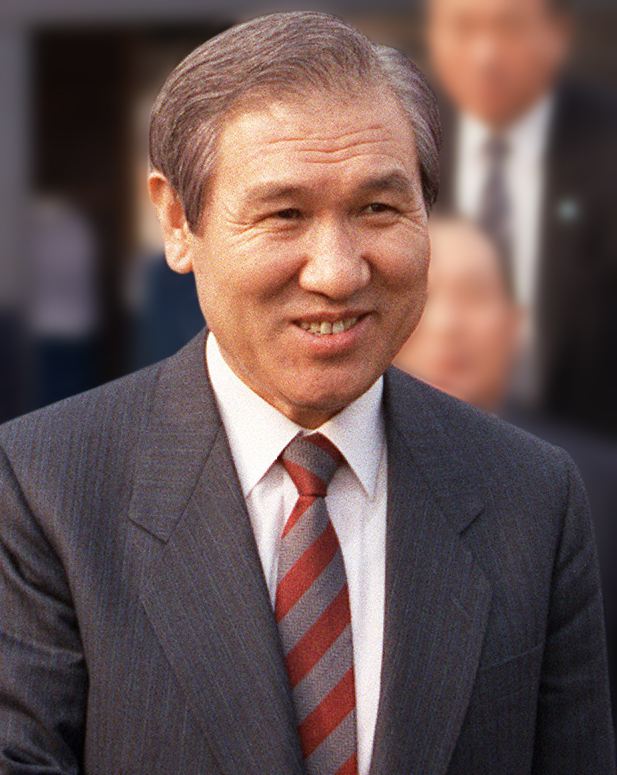
6e — Roh Tae-woo 13e mandature (élu de 1988 à 1993)
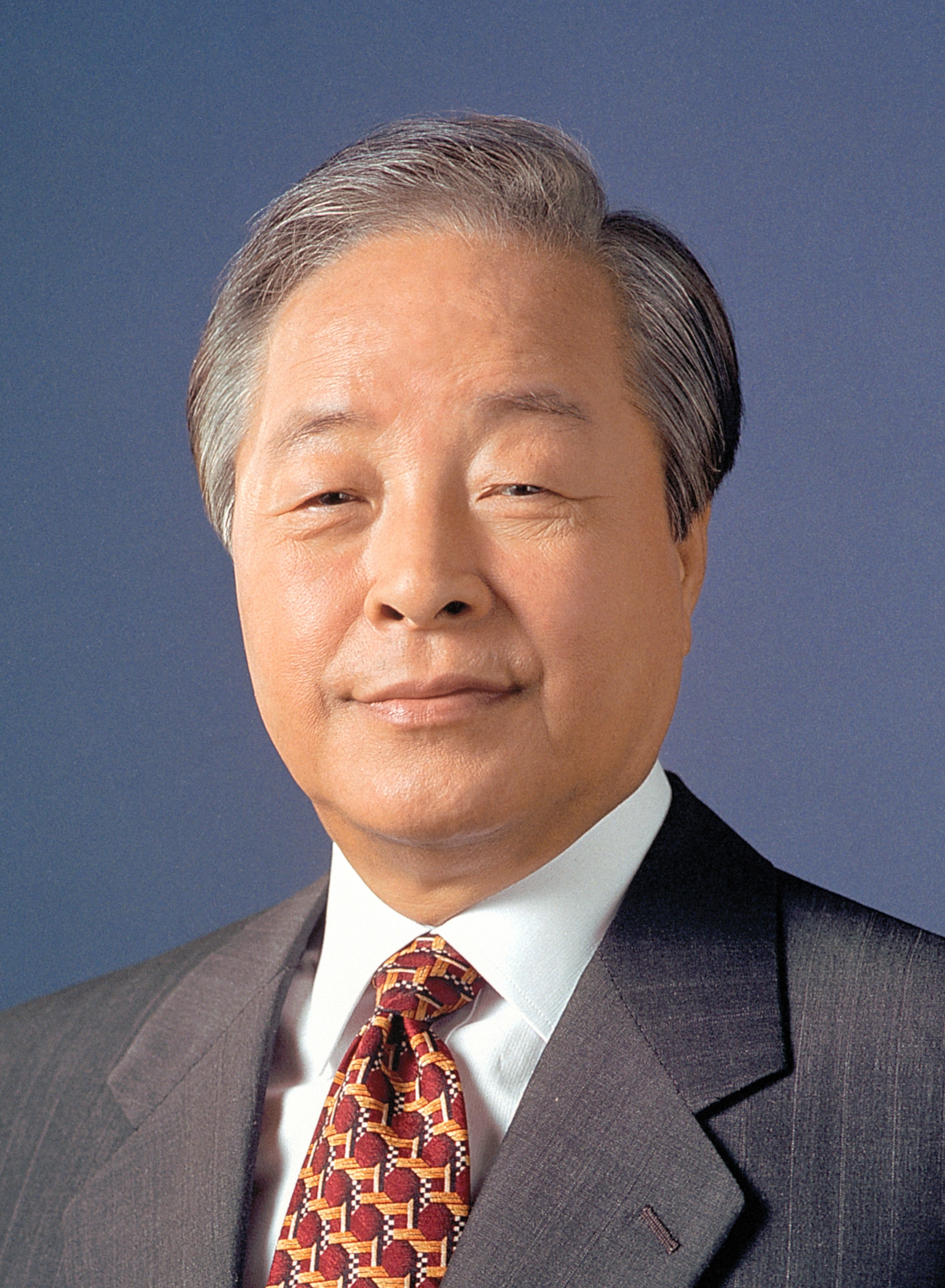
7e — Kim Young-sam 14e mandature (élu de 1993 à 1998)
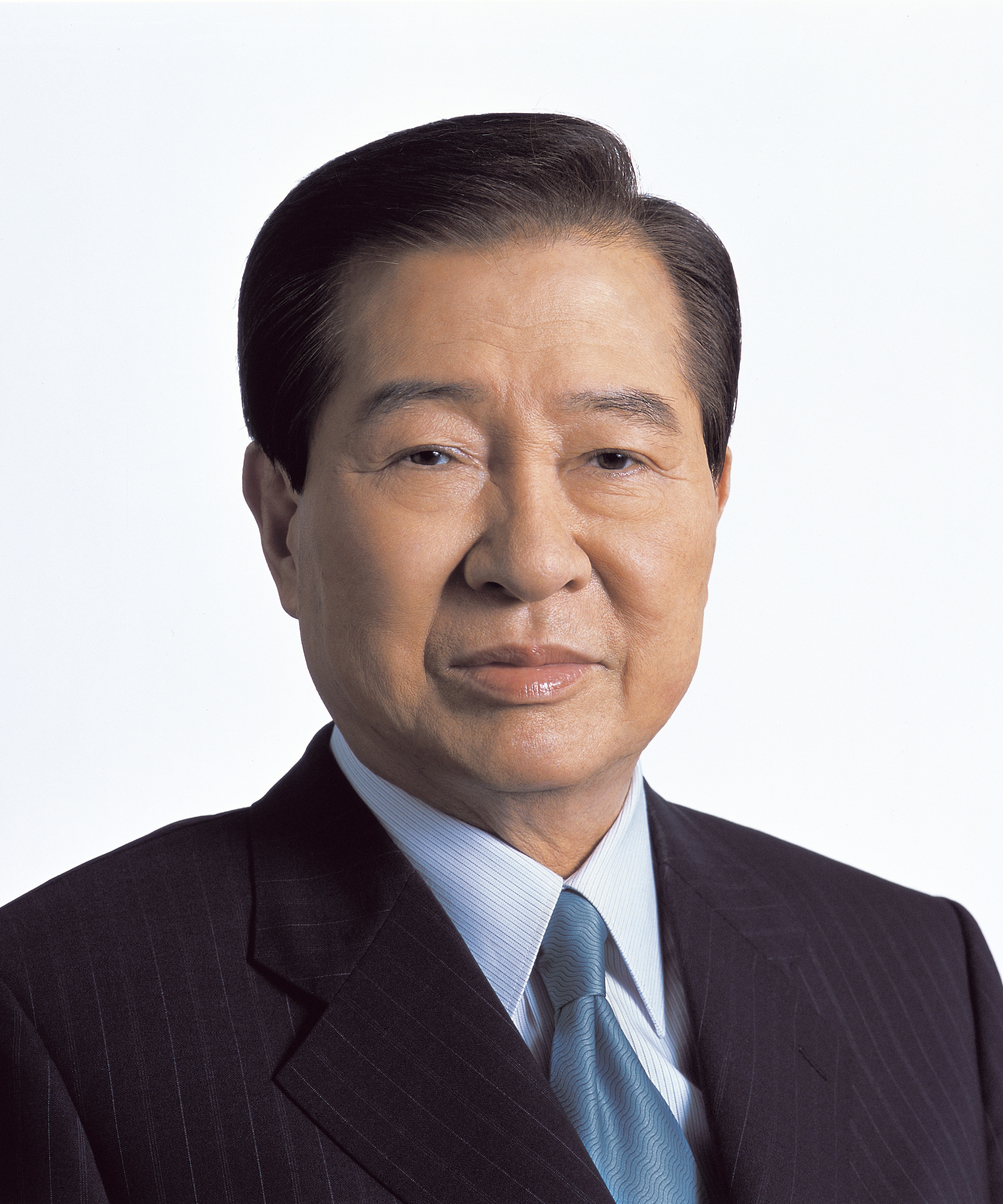
8e — Kim Dae-jung 15e mandature (élu de 1998 à 2003)
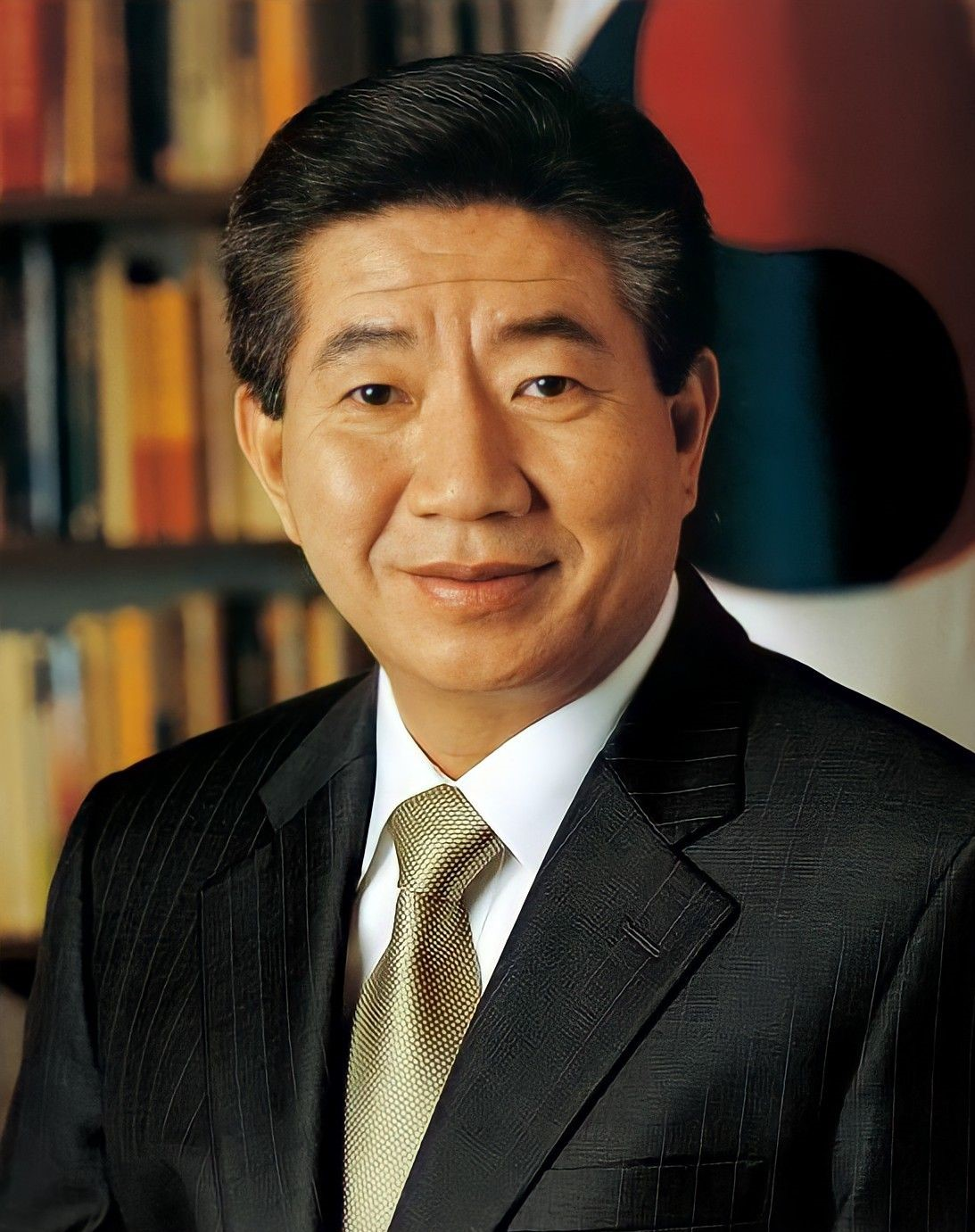
9e — Roh Moo-hyun 16e mandature (élu de 2003 à 2008)
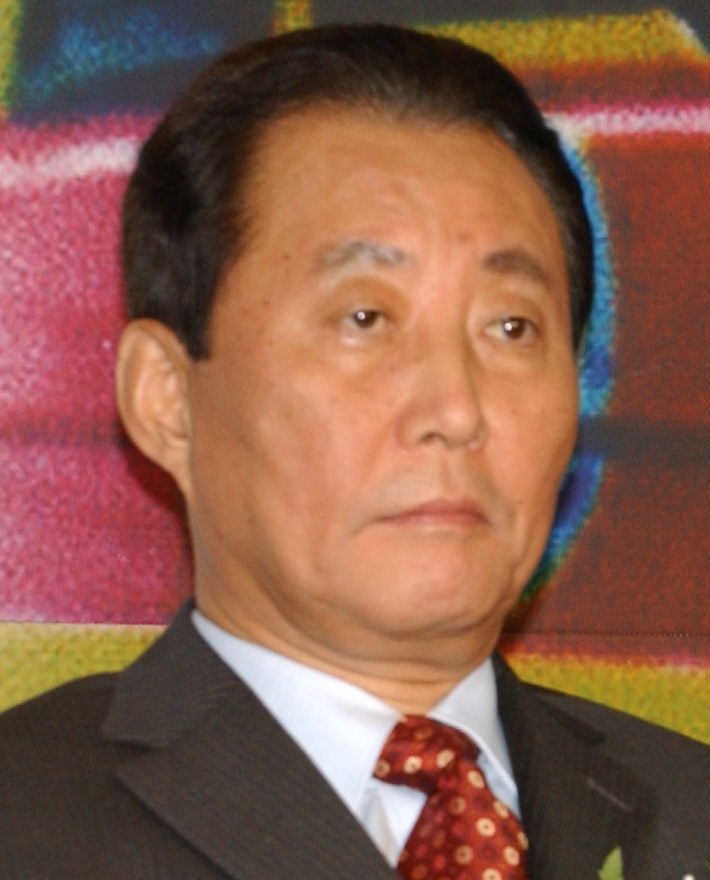
Goh Kun (par intérim de mars à mai 2004)[note 4]
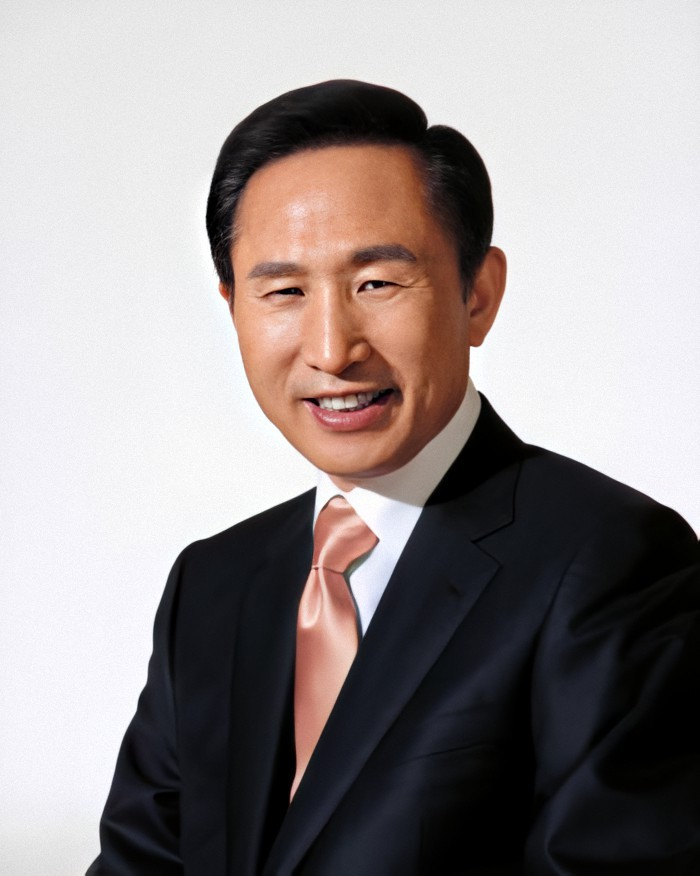
10e — Lee Myung-bak 17e mandature (élu de 2008 à 2013)
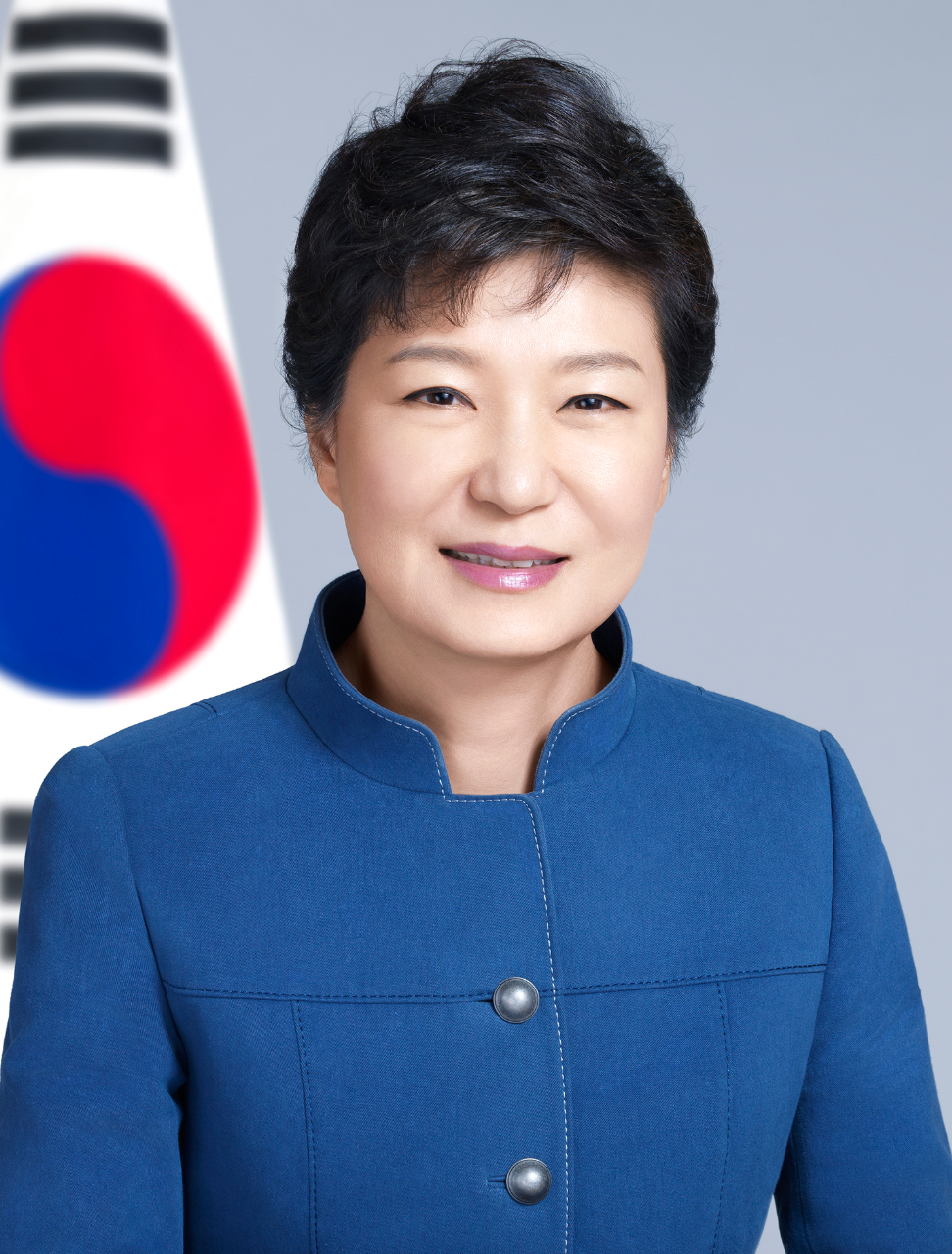
11e — Park Geun-hye 18e mandature (élue de 2013 à 2017)
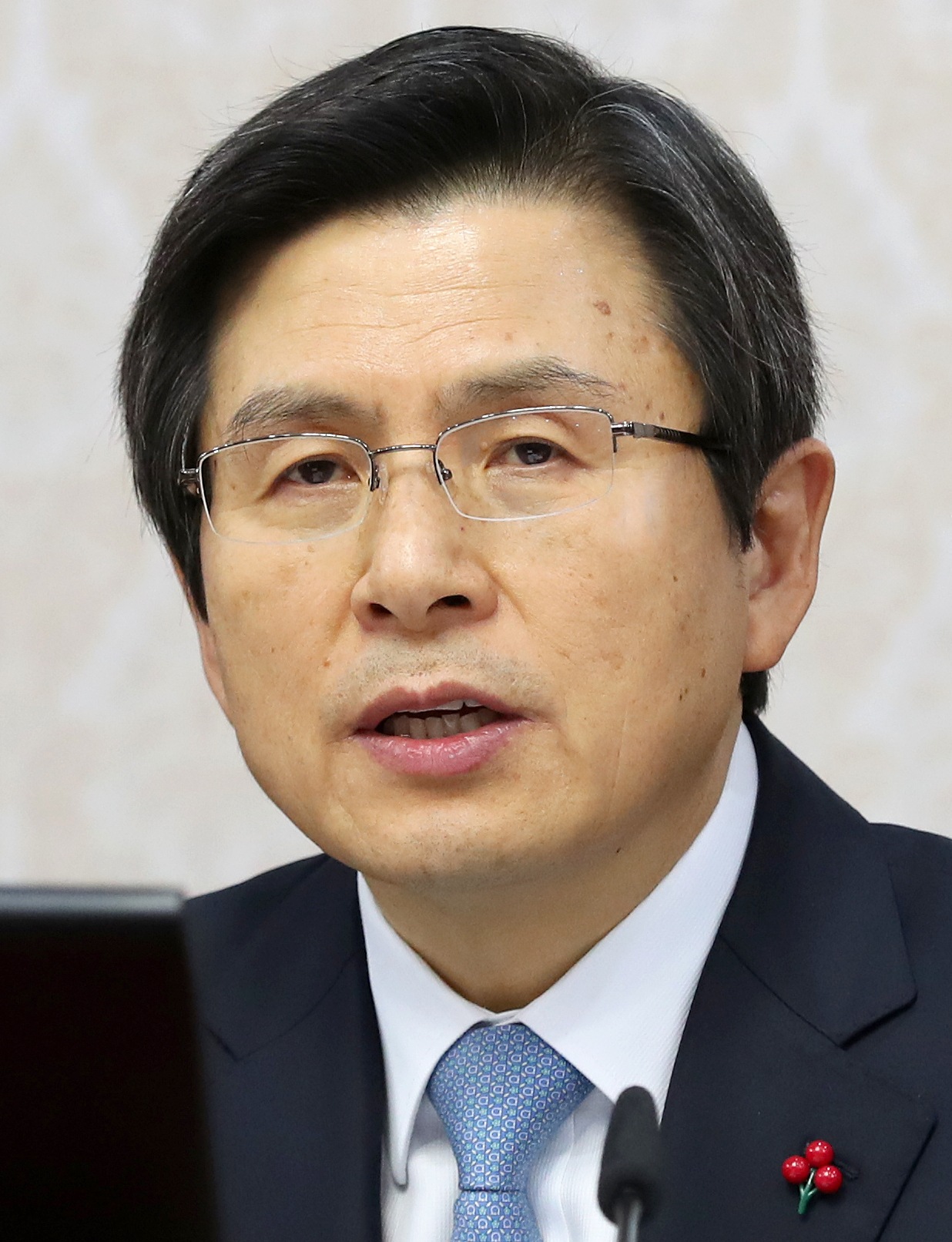
Hwang Kyo-ahn (par intérim de décembre 2016 à mai 2017)[note 5]
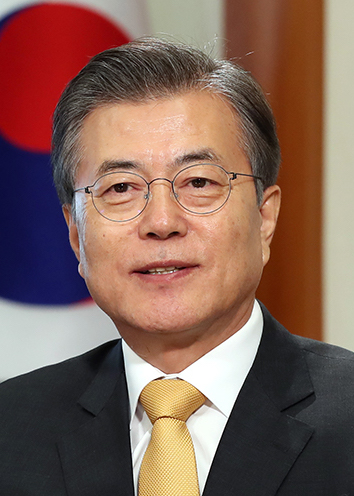
12e — Moon Jae-in 19e mandature (élu de 2017 à 2022)
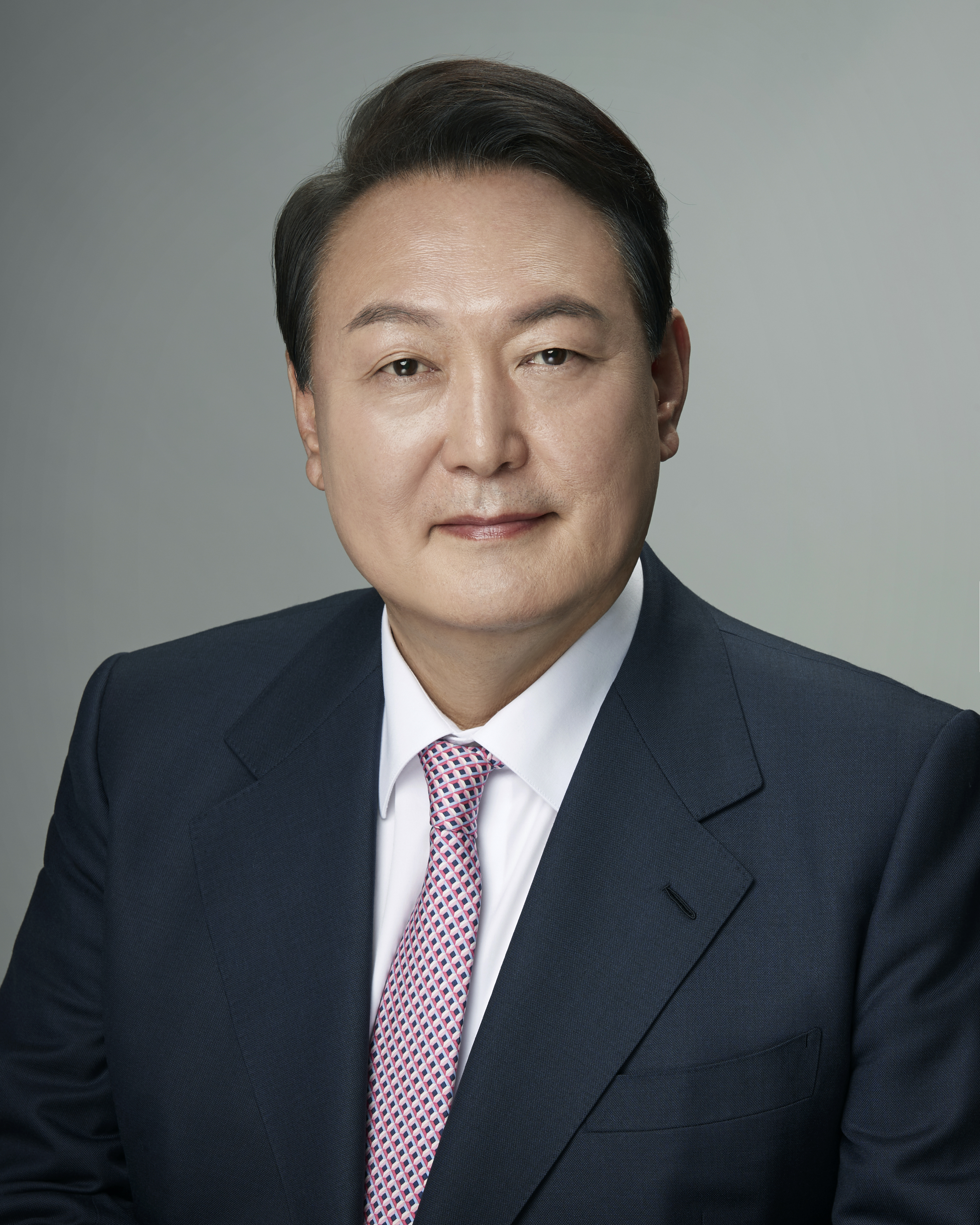
13e — Yoon Seok-youl 20e mandature (élu de 2022 à 2025)
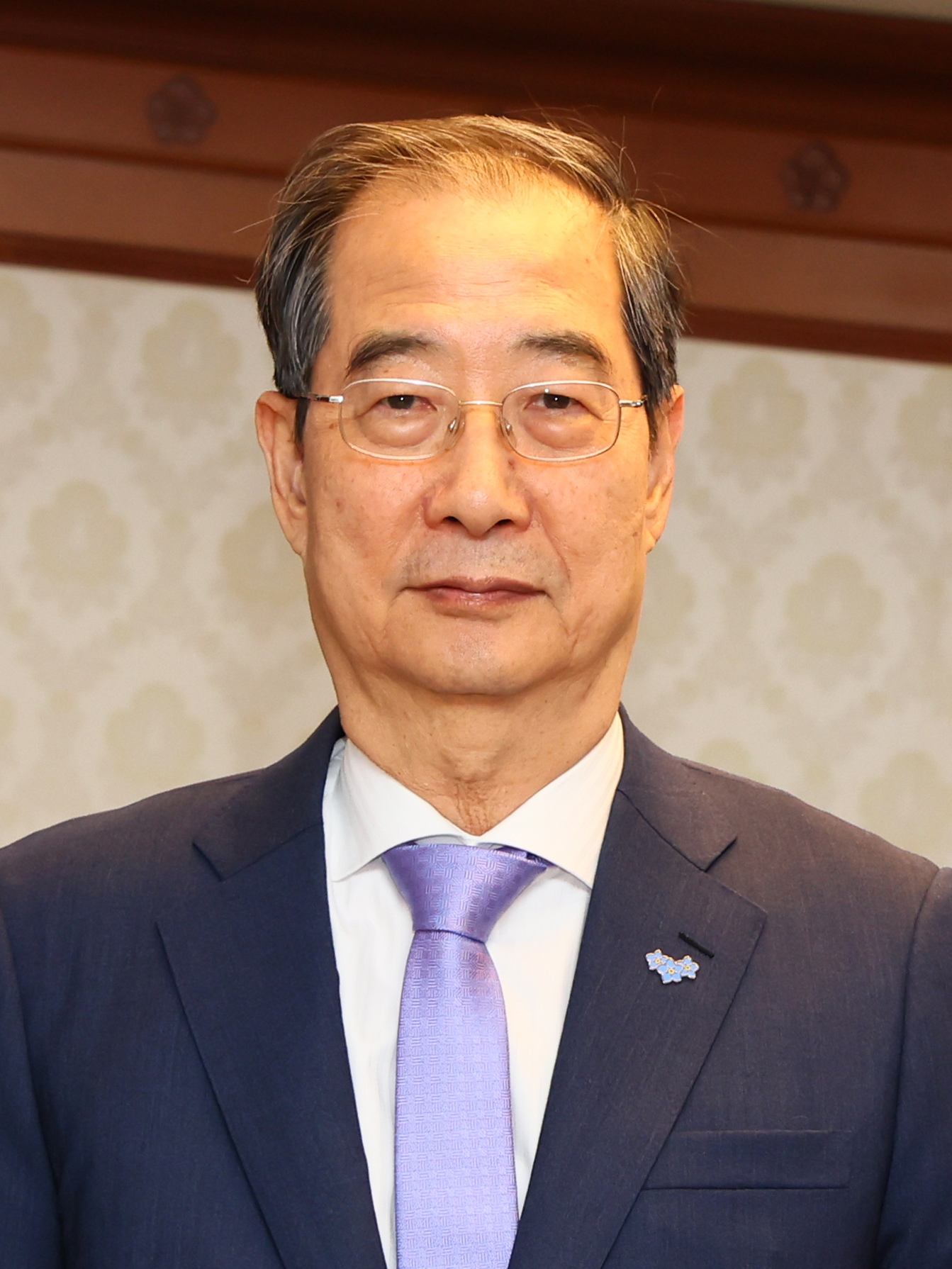
Han Duck-soo (par intérim en décembre 2024)[note 6]
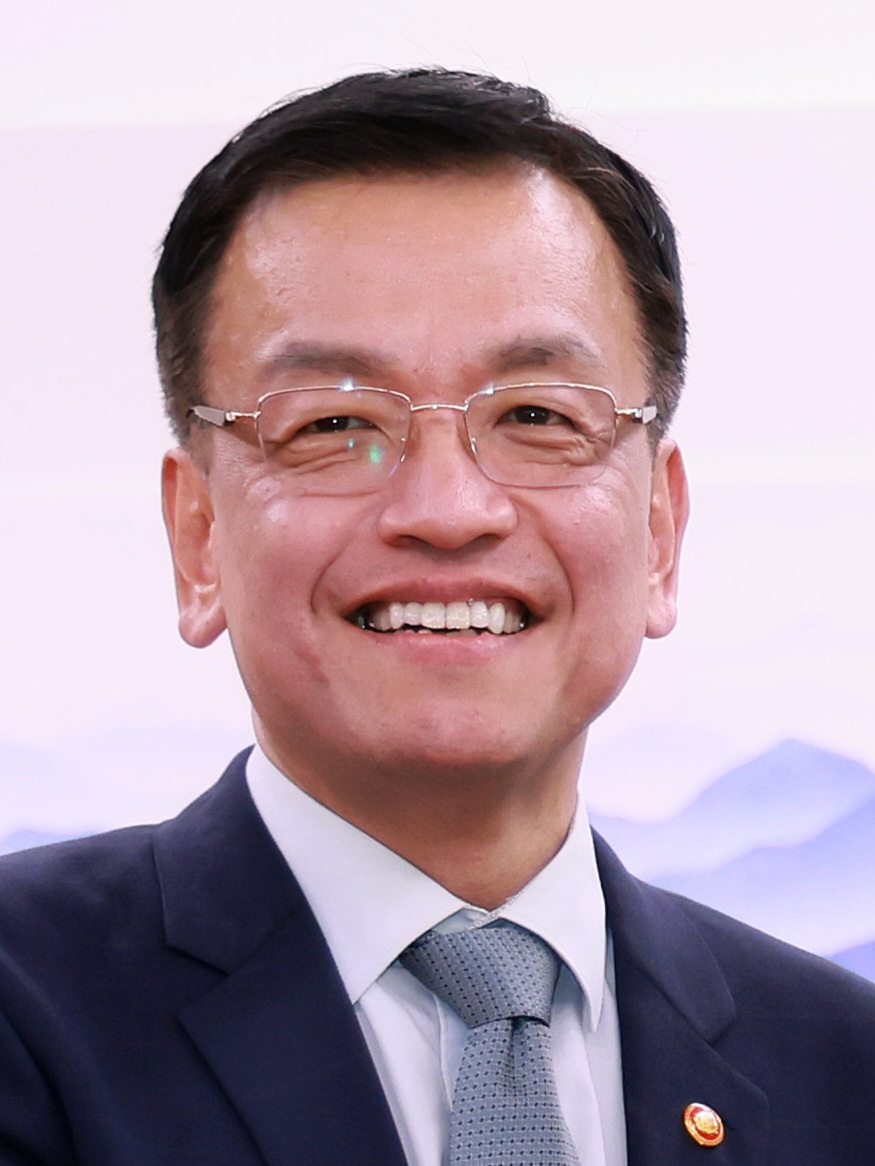
Choi Sang-mok (par intérim de décembre 2024 à mars 2025)[note 6]
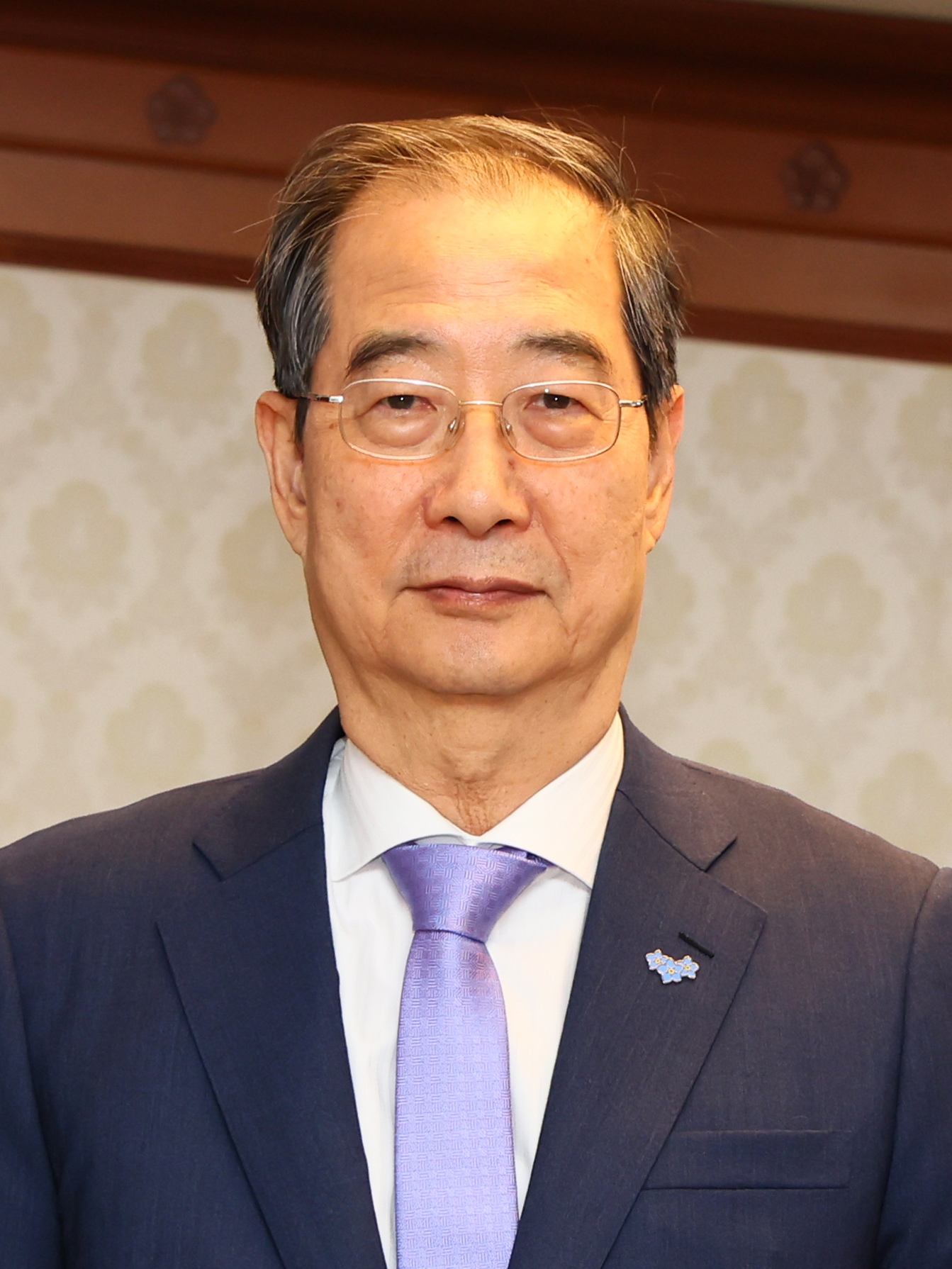
Han Duck-soo (par intérim de mars 2025 à mai 2025)[note 6]
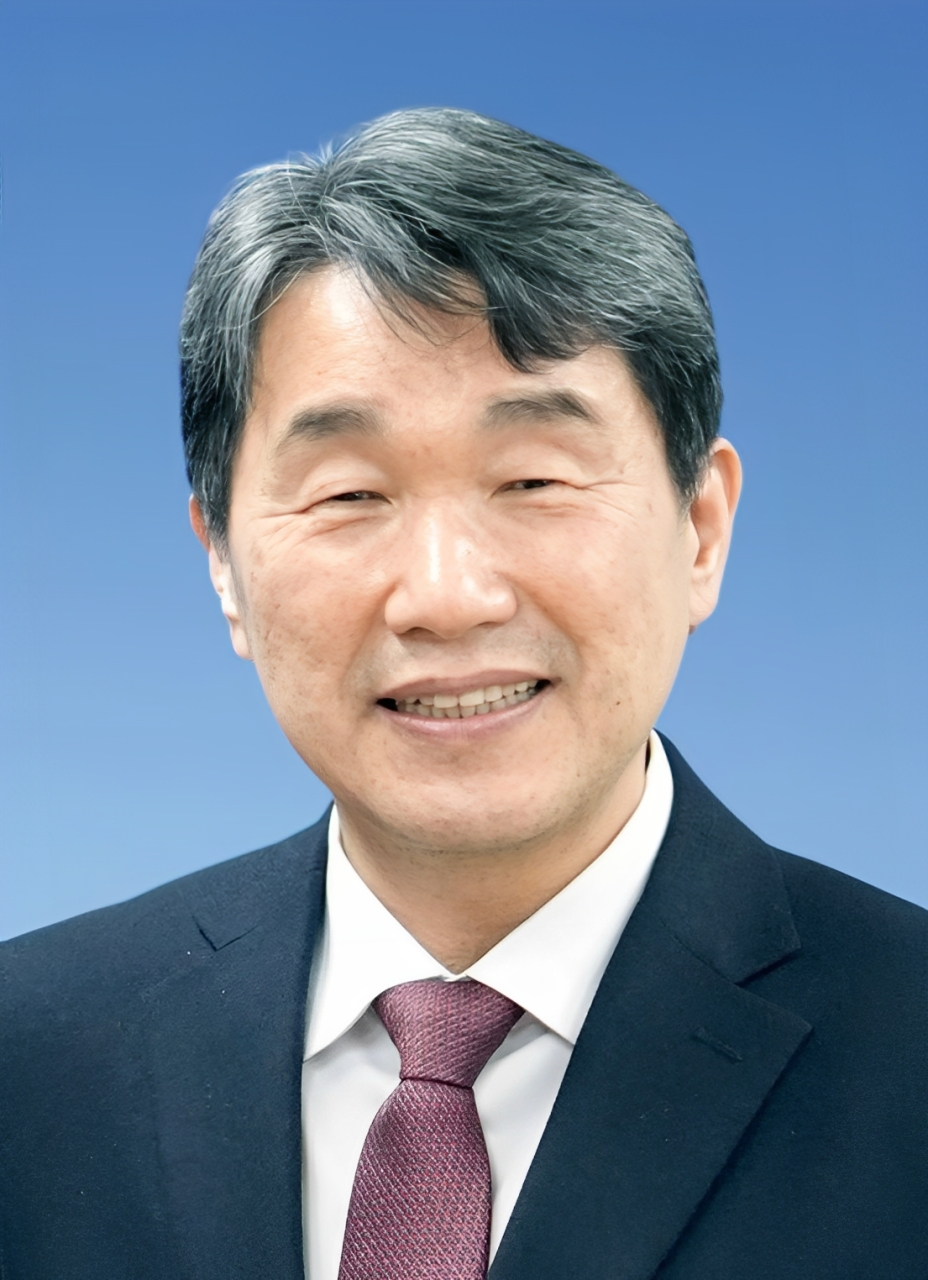
Lee Ju-ho (par intérim de mai 2025 à juin 2025)
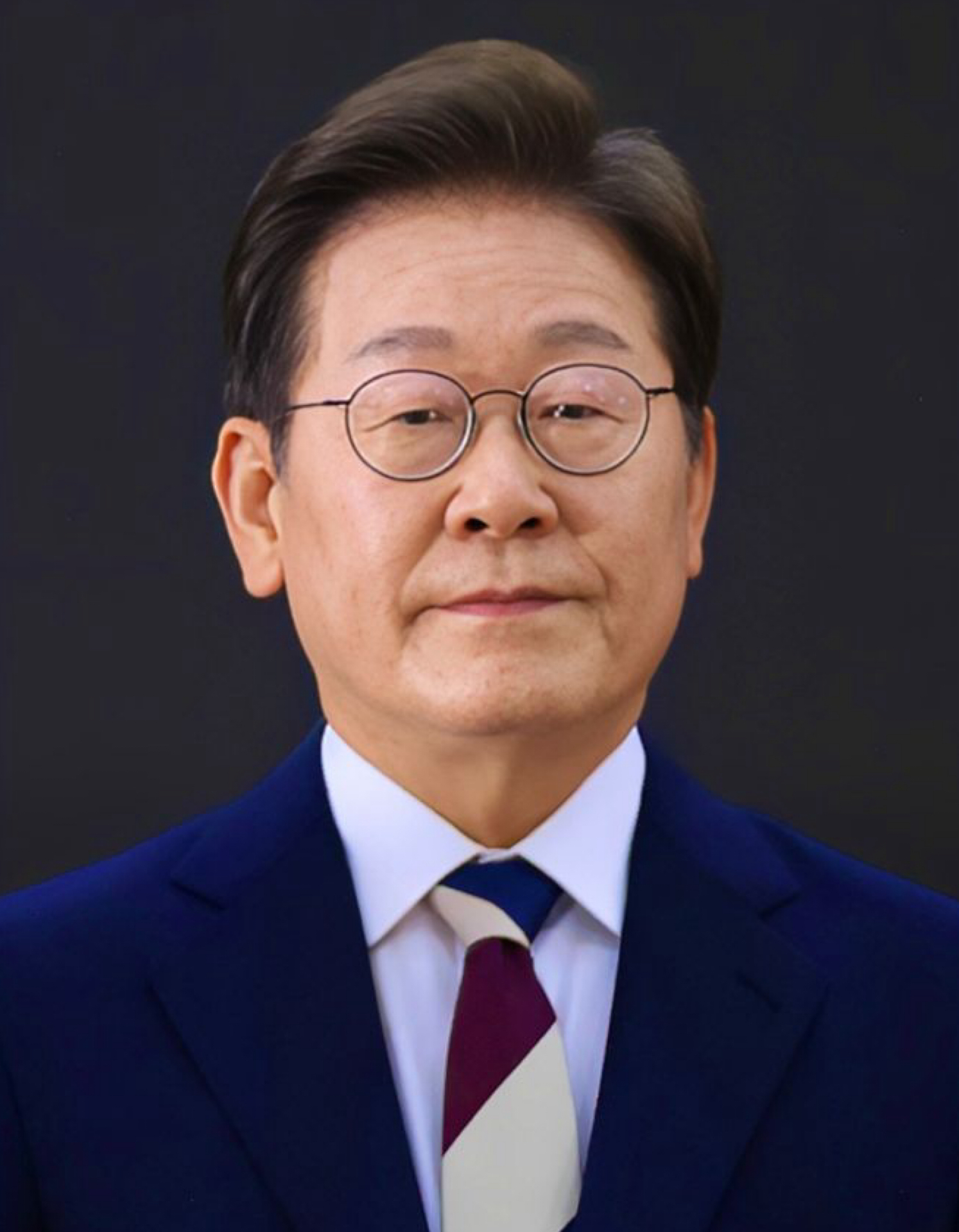
14e — Lee Jae-myung 21e mandature (élu depuis 2025)

## Anciens présidents encore en vie
| Nom           | Durée du mandat | Âge               | Notes |
| ------------- | --------------- | ----------------- | --- |
| Lee Myung-bak | 2008-2013       | 83 ans, 190 jours | Le 15 mars 2018, il est accusé de corruption. Le 9 avril 2018, il est inculpé pour corruption, abus de pouvoir, détournements de fonds et évasion fiscale. Au total, seize charges pèsent contre lui et il est incarcéré le 22 mars 2018. Le 5 octobre 2018, il est condamné à quinze ans de prison ainsi qu'au paiement d'une amende de 13 milliards de wons (environ dix millions d'euros) |
| Park Geun-hye | 2013-2017       | 73 ans, 145 jours | Le 17 avril 2017, elle est inculpée pour plusieurs chefs d'accusation, dont abus de pouvoir, coercition et corruption. Le 6 avril 2018, elle est condamnée à 24 ans de prison. Le 20 juillet, elle est condamnée à une peine supplémentaire de huit ans de prison, ce qui fait une peine totale de 32 ans. Le 24 août, sa première peine est aggravée à 25 ans de prison en appel.           |
| Moon Jae-in   | 2017-2022       | 72 ans, 154 jours | |
| Yoon Suk-yeol | 2022-2025       | 64 ans, 191 jours | |

Le président ayant vécu le plus âgé a été Yun Po-sun, mort le 18 juillet 1990 (à l'âge de 92 ans, 326 jours).
Le plus récent décès d'un ancien président est celui de Chun Doo-hwan, qui est mort le 23 novembre 2021 (à l'âge de 90 ans, 309 jours).